# Evaristo Crespo Azorín
Evaristo Crespo Azorín (Aiora, 27 de gener de 1863 - València, 6 de març de 1941) fou un advocat i polític valencià. És enterrat al Cementiri Municipal de València.

## Biografia
Era cosí germà d'Enrique Crespo Aparicio, que es col·legia en l'Il·lustre Col·legi d'Advocats de València abans que ell, el 1880, iniciant la saga dels Crespo & Azorín en aquesta Institució. Sense béns familiars per a estudiar, va marxar a Madrid i va ser mosso d'una farmàcia, on aprofitava les estones lliures per a estudiar. Es llicencià en Farmàcia, Dret, que acaba amb només 21 anys, Filosofia i Lletres i professor Mercantil. Es va aproximar al Partit Conservador fundat per Antonio Cánovas del Castillo i marxà a València per a exercir com advocat, cosa que li va valer un gran prestigi.
Amb 28 anys; és a dir, en 1891, va ser escollit regidor de l'Ajuntament d'aquesta ciutat, ostentant el càrrec de tinent d'alcalde i amb 31 va ser ja diputat provincial. Catorze anys més tard, a les eleccions del 21 d'abril de 1907, ja amb 44 d'edat, va ser diputat a Corts pel districte de Xelva-Villar del Arzobispo i a les eleccions del 8 de maig de 1910, pel districte d'Alzira-Carcaixent. Antoni Maura i Montaner, en aquell temps Cap de Govern, va posar a les seves mans la redacció i defensa del projecte de Llei d'Administració Local, així com la defensa també de la Llei Hipotecària de 1909 i de dos dictàmens molt concrets i favorables per a la ciutat de València, com foren la concessió de l'Albufera i la implantació del ferrocarril per Cuenca, entre València i Madrid.
Dos anys més tard i després dels successos de la Setmana Tràgica, va ser nomenat governador civil de la província de Barcelona, però poc després va ser destinat per a resoldre-hi els problemes succeint Ángel Ossorio y Gallardo, membre del seu mateix partit, al que s'havia acusat de debilitat davant els esdeveniments. Igual que aquest últim, Crespo Azorín va ser lleial al partit al que ambdós van pertànyer i quan l'escissió entre els seguidors d'Eduardo Dato i Antoni Maura, ambdós es van decidir per aquest últim. No obstant això, després de la permanència al capdavant del govern civil, va tornar a València, continuant la seva tasca docent i d'advocat.
Malgrat la seva afició política no va deixar en cap moment d'estudiar i d'ensenyar. S'havia llicenciat també en Filosofia i lletres a la Universitat de València, del carrer de la Nau i es va diplomar com a professor Mercantil a l'Escola de Comerç d'Alacant, doncs a València no existia aquest centre; ja abans de tota activitat política, havia guanyat la càtedra de Dret Mercantil Comparat, Economia i Legislació de Duanes de l'Escola de Comerç, i per a exercir-la a València va fundar el centre, havent estat el primer director de l'Escola de Comerç que va existir al Barri del Carme de València, pel que més tard va ser designat director honorífic fundador i es va crear una càtedra que duia el seu nom. Aquesta creació la va efectuar sota el patrocini de l'Ateneu Mercantil de València, del que en va ser vicepresident.
La seva major dedicació fou l'advocacia, creant un estil especial d'exercir la professió que havia iniciat com a passant del lletrat Facundo Burriel Guillén i la seva fama el va dur, l'any de proclamació de la segona República, a ocupar el Deganat de l'Il·lustre Col·legi d'Advocats de València (de 1919 a 1923 havia ocupat el càrrec de diputat 2n i de 1925 a 1927 el càrrec de diputat 1r), càrrec que va ostentar durant una legislatura i amb tal prestigi que en va ser designat Degà Honorari Perpetu. Va ser assessor lletrat de nombroses empreses de primera magnitud, com Central d'Aragó, Séquies Valencianes, Companyia de Tramvies i Ferrocarrils de València (CTFV) i diversos bancs, el que no va impedir que en la seva activitat política, sobretot en el temps que va figurar com a regidor de València, s'enfrontés a l'embranzida de les companyies monopolitzadores que tractaven de subjugar al contribuent. Li han dedicat noms de carrers a València i a Aiora.

## Mecenes
El pintor valencià Joaquim Sorolla i Bastida, amic de Crespo Azorín, li parla de l'encàrrec que li havia fet una Societat americana i li demana en 1914 que li ajudi a trobar un lloc per a realitzar el quadre sobre València i el jurista valencià li oferí la seva propietat a Alzira; és a dir, l'hort de Freixach, a la partida de la Casella, Alzira, València, on pinta el quadre Les Grupes (1916).